# 5 de setembre
El 5 de setembre és el dos-cents quaranta-vuitè dia de l'any del calendari gregorià i el dos-cents quaranta-novè en els anys de traspàs. Queden 117 dies per finalitzar l'any.

## Esdeveniments
Països Catalans
- 1229, Salou, Tarragonès: sota les ordres del rei Jaume I, en surt l'estol que conquerirà Mallorca.[1]
- 1319, Balaguer, la Noguera: Pere el Cerimoniós, sobirà de la Corona d'Aragó.
- 1909, Paterna, l'Horta de València: Gaspar Brunet i Joan Olivert aconsegueixen de fer envolar el primer avió als Països Catalans.
- 1909, Barcelona: inaugurat el Congrés Mundial d'Esperanto.[2]
- 1924: es prohibeix La Santa Espina, sardana inclosa en l'obra homònima d'Àngel Guimerà i Enric Morera, que ha esdevingut un himne patriòtic.[3]
- 1976, Barcelona: Joaquim Mª Puyal fa la primera emissió radiofònica d'un partit de futbol en català des de la República.[4]
- 2005, Calvià, Mallorca: IB3 Televisió comença les seves emissions regulars.

Resta del món
- 1567: el governador Fernando Álvarez de Toledo y Pimentel, crea el Tribunal dels Tumults als Països Baixos espanyols i instaura un règim de terror que van conduir a l'assassinat de més de mil oponents
- 1666: acaba el Gran incendi de Londres Un gran foc crema a Londres durant tres dies. 10.000 edificis, àdhuc la Catedral de Saint Paul, es van destruir, però només es coneix que morissen 16 persones.[5]
- 1781, Yorktown, Virgínia, EUA: L'armada francesa guanya la Batalla naval de Chesapeake, durant la campanya de Yorktown, a la Guerra d'Independència dels Estats Units.[6]
- 1800, Malta: els britànics ocupen l'illa.
- 1877, Guerres Índies: Cavall Boig, cap dels Oglala Sioux, és mort amb una baioneta per un soldat dels Estats Units després d'oposar resistència a l'empresonament a la casa del sentinella a Fort Robinson, Nebraska).
- 1857: Charles Darwin escriu un esbós detallat de les seves idees sobre la selecció natural al botànic Asa Gray.
- 1905, Portsmouth, Nou Hampshire, Estats Units: l'Imperi japonès i l'Imperi Rus signen el Tractat de Portsmouth que posa fi a la Guerra Russo-Japonesa, 1904-1905).
- 1957: oficials de la Marina cubana, simpatitzants del Moviment 26 de Juliol, es revolten contra la dictadura de Fulgencio Batista.[7]
- 1939: els Estats Units declaren la seva neutralitat en la Segona Guerra Mundial.
- 1972: Múnic, RFA: el grup terrorista palestí Setembre Negre assassina 11 atletes de la delegació d'Israel que participaven en els Jocs Olímpics de Múnic (Alemanya), acció coneguda com la Massacre de Múnic.
- 1977, Merritt Island, Florida, Estats Units: llançament de la sonda espacial Voyager 1.
- 1987, Amsterdam, Països Baixos: inauguració de l'Homomonument dedicat als gais i lesbianes.
- 2001, EUA: es publica el primer número d'Alias que presenta el personatge de Jessica Jones, creada per Brian Michael Bendis i Michael Gaydos.
- 2021, Guinea: militars derroquen el govern i es fan amb el control de tot el país.[8]

## Naixements
Països Catalans
- 1834, Barcelona: Salvador Casañas i Pagès, cardenal i bisbe d'Urgell i de Barcelona, senador i fundador de les Germanes del Sant Àngel Custodi.
- 1892, Santa Coloma de Gramenet: Carme Cortès i Lladó, pintora impressionista catalana [9]
- 1894, Cervera, Segarra: Joan Comorera i Soler, polític català, primer secretari general del PSUC[10]
- 1896, les Borges Blanques: Maria Lois i López, professora i bibliotecària catalana[11]
- 1908, Berlín, Alemanya: Joaquim Nin-Culmell, compositor nacionalitzat estatunidenc amb orígens catalans, germà d'Anaïs Nin [12]
- 1930, Barcelona: Joaquim Molas i Batllori, escriptor, historiador i professor universitari català.
- 1935, La Seu d'Urgellː Dolors Majoral i Moliné, política catalana de l'Alt Urgell, primera presidenta del Consell Comarcal de l'Alt Urgell.[13]
- 1936, Castelló d'Empúries, Alt Empordà: Modest Prats i Domingo,sacerdot, filòleg i teòleg català.
- 1959, Ciutadella: Joana Barceló Martí, llicenciada en geografia i història i política menorquina.[14]
- 1969, Mataró: Sílvia Parera i Carrau, nedadora olímpica als Jocs Olímpics de Seül 88, Barcelona'92 i Atlanta'96.[15]
- 1970, Barcelona: Marta Bosch Jiménez, atleta especialitzada en curses de mig fons, campiona de Catalunya i d'Espanya.[16]
- 1990, Palma: Ángela Fernández, més coneguda com a Angy, és una cantant i actriu mallorquina.[17]

Resta del món
- 1568, Stilo, Calàbria: Tommaso Campanella, poeta i filòsof calabrès.[18]
- 1638, Saint-Germain-en-Laye, Regne de França: Lluís XIV, el Rei Sol.
- 1764, Berlín: Henriette Herz, amfitriona d'un saló literari, primera salonnière jueva de Berlín[19]
- 1774, Greifswald, Regne de Suècia: Caspar David Friedrich, destacat paisatgista del moviment romàntic[20]
- 1847, Kearney, Missouri, EUA: Jesse James, guerriller i més tard bandoler sudista[21]
- 1867, Nou Hampshire: Amy Beach, pianista i compositora estatunidenca[22]
- 1879, Amsterdam: Jacoba Surie, aquarel·lista, artista gràfic, dibuixant, litògrafa i pintora neerlandesa[23]
- 1900, Rancher, Montanaː Grace Eldering, científica estatunidenca, creadora d'una vacuna per a la tos ferina.[24]
- 1912, Los Angeles, Califòrnia, EUA: John Cage, compositor estatunidenc[25]
- 1925, Madrid, Espanya: Manuel Sacristán Luzón, escriptor i pensador marxista espanyol.
- 1934, Maina, óblast d'Uliànovsk, RSS de Rússia: Yuri Afanassiev, polític soviètic.[26]
- 1937, Yakima, Washington, EUA: Robert Lucas, economista, Premi Nobel d'Economia de 1995.[27]
- 1939, Queanbeyan, Nova Gal·les del Sud, Austràlia: George Lazenby, actor australià.
- 1940, Chicago, Illinois, Estats Units: Raquel Welch és una actriu estatunidenca.
- 1942, Múnic, Alemanya: Werner Herzog, director de cinema, documentalista, actor i productor de cinema alemany.
- 1946, Stone Town, Zanzíbar: Freddie Mercury, cantant britànic, component de Queen[28]
- 1950, Carna, Galway: Máire Geoghegan-Quinn, política irlandesa, Comissaria Europea entre 2010 i 2014.[29]
- 1951, Coraopolis, Pennsilvània, Estats Units: Michael Keaton, és un actor estatunidenc.
- 1956, Clervaux: Marianne Majerus, fotògrafa luxemburguesa, especialista en fotografia de jardins.[30]
- 1960, Somero, Finlàndia: Karita Mattila, soprano finlandesa, una de les més grans exponents del cant líric de la seva generació.[31]

## Necrològiques
Països Catalans
- 1917, Cabrera de Mar: Josep Domènech i Estapà, arquitecte català
- 1936, Manacor: Teresa Bellera Cemel, miliciana del batalló femení del PSUC, assassinada a Manacor el 1936
- 1954, Barcelona: Isabel Llorach, figura destacada de la burgesia, dinamitzadora de la vida cultural barcelonina[32]
- 2018, Gallifa, Vallès Occidental: Josep Dalmau i Olivé, sacerdot, escriptor, teòleg i activista català
- 2021, Elna, Rossellóː Renada Laura Portet, escriptora[33]

Resta del món
- 1548, castell de Sudeley, Gloucestershire, Anglaterra: Caterina Parr, reina d'Anglaterra.[34]
- 1803, Tàrent, la Pulla: Pierre Choderlos de Laclos, escriptor i oficial militar francès, autor de Les amistats perilloses
- 1808: Louis-Pierre Anquetil, historiador francès.
- 1841, Parma, Itàlia: Margherita Dall'Aglio, tipògrafa i empresària, dona de G. Bodoni, publicà el Manuale tipografico.[35]
- 1960, Maizières-lès-Metz: Marjory Warren, metgessa considerada la mare de la medicina geriàtrica moderna[36]
- 1964, Moscou: Elizabeth Gurley Flynn, periodista, escriptora, sindicalista, activista i comunista nord-americana[37]
- 1975 - 
  - Dominick Elwes, pintor de retrats anglès.
  - Alexandria, Virgíniaː Alice Evans, microbiòloga, impulsora de la pasteurització de la llet.[38]
- 1997:
  - Calcuta, Índia: Mare Teresa de Calcuta, monja albanesa.
  - Antíbol, França: Sir Georg Solti, director d'orquestra hongarès nacionalitzat britànic[39]
- 2010, Riccione, Itàlia: Shoya Tomizawa, motociclista japonès.
- 2017, Tucson, Estats Units: Nicolaas Bloembergen, físic neerlandès, Premi Nobel de Física l'any 1981[40]
- 2023, Madrid: María Teresa Campos, periodista andalusa

## Festes i commemoracions
- Festa major de Torredembarra.
- Santoral: santa Madruina, llegendària abadessa de Sant Pere de les Puel·les; santa Teresa de Calcuta, verge i fundadora de les Missioneres de la Caritat; beata Maria Maddalena Starace, fundadora de les Filles de Maria; venerable Rosvita de Gandersheim, monja.